# Регали, Мартин
Мартин Регали (словац. Martin Regáli; род. 12 октября 1993, Прешов) — словацкий футболист, нападающий клуба «Карвина». Высутал в национальной сборной Словакии.

## Карьера

### «Земплин»
Воспитанник футбольной академии словацкого клуба «Татран». После сезона в клубе «Капушаны» в 2011 году футболист перебрался в структуру клуба «Земплин». В 2012 году футболист стал тренироваться с основной командой клуба. Дебютировал за клуб 28 июля 2012 года в матче против ружинского клуба «Баник», выйдя на замену на 76 минуте. В своём следующем матче 11 августа 2012 года против клуба «Слован Дусло Шаля» отличился дебютным забитым голом. Позже футболист смог полноценно закрепиться в основной команде словацкого клуба, став одним из основных игроков клуба. В 2015 году вместе с клубом стал победителем Второй лиги.
Дебютный матч в словацкой Суперлиге сыграл 18 июля 2015 года против клуба «Тренчин», выйдя на замену на 74 минуте. Своим первым голом в чемпионате отличился 8 августа 2015 года в матче против клуба «ВиОн». Футболист успел отличился за сезон 2 забитыми голами и в середине сентября 2015 года выбыл из распоряжения клуба до конца сезона. Начиная со следующего сезона футболист полноценно вернулся в основную команду. Также футболист несколько раз сыграл за клуб «Славой» во Второй лиге. В июне 2019 года футболист покинул словацкий клуб, не став продлевать контракт, отличившись за него за всё время 23 забитыми голами и 3 результативными передачами во всех турнирах.

### «Ружомберок»
В июле 2019 года футболист присоединился к словацкому клубу «Ружомберок». Футболист вместе с клубом сразу же отправился на ответный квалификационный матч Лиги Европы УЕФА против болгарского клуба «Левски», в котором остался на скамейке запасных. Дебютировал за клуб 21 июля 2019 года в матче против клуба «Нитра», выйдя на замену на 85 минуте. В следующем матче 28 июля 2019 года за вторую команду словацкого клуба отличился забитым дублем против клуба «Комарно». Дебютный гол за основную команду клуба забил 30 октября 2019 года в матче Кубка Словакии против клуба «Сеница». Первым забитым голом в чемпионате отличился в следующем матче 2 ноября 2019 года против клуба «Погронье». Вместе с клубом стал серебряным призёром Кубка Словакии, где в финале 8 июля 2020 года уступил братиславскому «Словану». Закончил сезон футболист вместе с клубом на пятом итоговом месте в чемпионате, отличившись 2 забитыми голами и 2 результативными передачами.
Новый сезон футболист начал с матча 19 сентября 2020 года против клуба «Земплин», выйдя на замену на 66 минуте. Первым забитым глом в сезоне футболист отличился 29 сентября 2020 года в матче Кубка Словакии против клуба «Татран». Первым забитым голом в чемпионате футболист отличился 24 октября 2020 года в матче против клуба «Жилина». В матче 5 декабря 2020 года против клуба «Погронье» футболист отличился забитым дублем. Первым забитым хет-триком за клуб футболист отличился 16 декабря 2020 года в матче против клуба «Земплин». Основной этап чемпионата футболист вместе с клубом завершил в зоне стыковых матчей за сохранение прописки, где заняли по итогу второе место. Вcего за сезон футболист отличился 13 забитыми голами и 3 результативными передачами.
Следующий сезон за клуб футболист начал с матча 24 июля 2021 года против клуба «Сеница», выйдя на поле в стартовом составе. Первым забитым голом в сезоне футболист отличился 10 сентября 2021 года в матче против клуба «ВиОн», также отличившись результативной передачей. В матче 2 октября 2021 года против клуба «Татран» отличился забитым дублем. Очередным дублем за клуб отличился 28 ноября 2021 года в матче против трнавского «Спартака». По итогу основной части чемпионата футболист вместе с клубом вышел в чемпионский этап, где стал серебряным призёром. Всего за сезон футболист успел отличиться 10 забитыми голами и 8 результативными передачами.
В июле 2022 года футболист вместе с клубом отправился на квалификационные матчи Лиги конференций УЕФА. Первый матч в рамках еврокубкового турнира сыграл 7 июля 2022 года против литовского клуба «Кауно Жальгирис». Первый матч в чемпионате сыграл 17 июля 2022 года против клуба «Скалица», также отличившись первым в сезоне забитым голом. Во втором квалификационном раунде Лиги конференций УЕФА футболист вместе с клубом по сумме матчей уступил латвийской «Риге» и закончил еврокубковую компанию. На протяжении сезона футболист оставался ключевым игроком клуба, отличившись за первую половину чемпионата 7 забитыми голами и 2 результативными передачами. 

### «Кортрейк»
В январе 2023 гоад футболист перешёл в бельгийский клуб «Кортрейк», с которым заключил контракт на полтора сезона. Дебютировал за клуб 8 января 2023 года в матче против клуба «Ауд-Хеверле Лёвен», выйдя на замену на 81 минуте. Футболист быстро смог закрепиться в основной команде клуба, чередуя матчи в стартовом составе и со скамейки запасных. Первым результативным действием за клуб отличился 24 февраля 2023 года в матче против клуба «Зюлте-Варегем», отдав голевую передачу. Закончил сезон вместе с клубом на итоговом четырнадцатом месте в чемпионате. Весь следующий сезон футболист был вне заявки основной команды бельгийского клуба.

### «Карвина»
В январе 2024 года футболист перешёл в чешский клуб «Карвина». Дебютировал за клуб футболист 10 февраля 2024 года в матче против пражской «Спарты», выйдя на поле в стартовом составе. Дебютным забитым голом за клуб футболист отличился 14 апреля 2024 года в матче против клуба «Баник».

## Международная карьера
В марте 2022 года футболист получил вызов в национальную сборную Словакии. Дебютировал за сборную 25 марта 2022 года в товарищеском матче против сборной Норвегии, заменив на 35 минуте Томаша Суслова. 

## Достижения
«Земплин»
- Победитель Второй лиги: 2014/15